# Miss Tourism International
Miss Tourism International je každoročně konaná mezinárodní soutěž krásy. Nekonala se pouze v roce 1996, 1997 a 2007.

## Vítězky
| rok  | ročník | Vítězka                               | Země         | Datum konání      | Místo konání  | Česká reprezentantka | Celkem reprezentantek |
| ---- | ------ | ------------------------------------- | ------------ | ----------------- | ------------- | -------------------- | --------------------- |
| 1994 | 1.     | Michelle Leigh Holmes                 | Austrálie    | 6. květen 1994    | Kuching       | Michaela Maláčová    | 24                    |
| 1995 | 2.     | Marianna Pateli                       | Řecko        | 24. květen 1995   | Langkawi      | Jana Rybská          | 24                    |
| 1998 | 3.     | Roksana Jonek                         | Polsko       | 30. březen 1998   | Kuala Lumpur  | Gabriela Adamcová    | 21                    |
| 1999 | 4.     | Agnieszka Zakreta                     | Polsko       | 30. říjen 1999    | Kuala Lumpur  | Milada Palečková     | 21                    |
| 2000 | 5.     | Maria Esperanza Manzano               | Filipíny     | 19. listopad 2000 | Kuala Lumpur  | Kateřina Papežová    | 19                    |
| 2001 | 6.     | Candice Pinto                         | Indie        | 31. prosinec 2001 | Kuala Lumpur  | Zuzana Štěpanovská   | 26                    |
| 2002 | 7.     | Piyanuch Khamboon                     | Thajsko      | 31. prosinec 2002 | Kuala Lumpur  | Monika Voráčová      | 26                    |
| 2003 | 8.     | Angela Beck                           | Jižní Afrika | 31. prosinec 2003 | Kuala Lumpur  | Zuzana Putnářová     | 30                    |
| 2004 | 9.     | Megha Nabe                            | USA          | 31. prosinec 2004 | Kuala Lumpur  | Linda Svobodová      | 33                    |
| 2005 | 10.    | Isabelle Lamont                       | Francie      | 31. prosinec 2005 | Kuala Lumpur  | neúčast              | 36                    |
| 2006 | 11.    | Florina Manea                         | Rumunsko     | 12. listopad 2006 | Kanton        | Jana Doleželová      | 41                    |
| 2008 | 12.    | Manasvi Mamgai                        | Indie        | 31. prosinec 2008 | Kuala Lumpur  | Martina Bešíková     | 43                    |
| 2009 | 13.    | Sarah Elzanowski                      | Německo      | 31. prosinec 2009 | Kuala Lumpur  | Gabriela Kořínková   | 45                    |
| 2010 | 14.    | Nathalie den Dekker                   | Nizozemsko   | 31. prosinec 2010 | Kuala Lumpur  | neúčast              | 55                    |
| 2011 | 15.    | Gabriella Robinson                    | Malajsie     | 31. prosinec 2011 | Kuala Lumpur  | Jana Kopecká         | 54                    |
| 2012 | 16.    | Rizzini Alexis Gomez                  | Filipíny     | 31. prosinec 2012 | Kuala Lumpur  | Kateřina Částková    | 56                    |
| 2013 | 17.    | Angeli Dione Gomez                    | Filipíny     | 31. prosinec 2013 | Putrajaya     | Lucie Klukavá        | 60                    |
| 2014 | 18.    | Faddya Ysabel Halabi Troisi           | Venezuela    | 31. prosinec 2014 | Putrajaya     | Lenka Josefiova      | 60                    |
| 2016 | 19.    | Ariel Pearse                          | Nový Zéland  | 31. prosinec 2016 | Putrajaya     | Michaela Haladová    | 62                    |
| 2017 | 20.    | Jan-Jannie Loudette Vicencio Alipo-on | Filipíny     | 6. prosinec 2017  | Johor Bahru   | Jana Papežová        | 46                    |
| 2018 | 21.    | Astari Indah Vernideani               | Indonésie    | 21. prosinec 2018 | Petaling Jaya | Adéla Rezková        | 45                    |
| 2019 | 22.    | Cyrille Payumo                        | Filipíny     | 8. listopad 2019  | Petaling Jaya | Tereza Kopečková     | 39                    |
| 2021 | 23.    | Jessy Silana Wongsodiharjo            | Indonésie    | 19. prosince 2021 | Petaling Jaya | Valentina Batova     | 44                    |

### Miss Tourism International (verze konaná naSrí Lance)
| rok  | ročník | Vítězka                      | Země      | Datum konání      | Místo konání | Česká reprezentantka | Celkem reprezentantek |
| ---- | ------ | ---------------------------- | --------- | ----------------- | ------------ | -------------------- | --------------------- |
| 1993 | 1.     | Karine Bailey                | Francie   | 1993              | Kolombo      | Terezie Dobrovolná   |                       |
| 1996 | 2.     | Gladys Katerina Ivanoff Peña | Venezuela | 15. listopad 1996 | Kolombo      | neúčast              | 33                    |
| 2002 | 3.     | Oleksandra Nikolayenko       | Ukrajina  | 4. říjen 2002     | Kolombo      | neúčast              | 44                    |

### Miss Tourism Queen of the Year International
| rok  | ročník | Vítězka                        | Země        | Datum konání      | Místo konání  | Česká reprezentantka  | Celkem reprezentantek |
| ---- | ------ | ------------------------------ | ----------- | ----------------- | ------------- | --------------------- | --------------------- |
| 1993 | 1.     | Rita Omvik                     | Norsko      | 27. červen 1993   | Kuala Lumpur  | neúčast               | 20                    |
| 1994 | 2.     | Georgina Denahy                | Austrálie   | 16. červenec 1994 | Kuala Lumpur  | Terezie Dobrovolna    | 24                    |
| 1995 | 3.     | Johanna Elisabeth Rosten       | Finsko      | 18. červen 1995   | Kuala Lumpur  | Iva Rezna             | 22                    |
| 1996 | 4.     | Sherylle Capili Santarin       | Filipíny    | 15. červenec 1996 | Kuala Lumpur  | Michaela Zobockova    | 24                    |
| 1997 | 5.     | Kastany de la Vega Vásquez     | Mexiko      | 15. červen 1997   | Kuala Lumpur  | Kamilia Brenkova      | 24                    |
| 2000 | 6.     | Evelyn Lissette López Sandoval | Guatemala   | 1. červenec 2000  | Petaling Jaya | Renata Kureckova      | 19                    |
| 2004 | 7.     | Anush Grigorian                | Arménie     | 29. říjen 2004    | Čchang-ša     | Jana Harackova        | 31                    |
| 2005 | 8.     | Shen Chia-Hui                  | Tchaj-wan   | 6. listopad 2005  | Wu-chan       | Edita Hortova         | 41                    |
| 2006 | 9.     | Ampika Chuanpreecha            | Thajsko     | 30. prosinec 2006 | Petaling Jaya | Jana Dolezelova       | 37                    |
| 2010 | 10.    | Ha Hyun-jung                   | Jižní Korea | 25. září 2010     | Čchüan-čou    | Tereza Fajksova       | 75                    |
| 2011 | 11.    | Urvashi Rautela                | Indie       | 5. listopad 2011  | Jing-tchan    | Ivana Nerissa Bustova | 53                    |
| 2012 | 12.    | Asta Jakumaite                 | Litva       | 4. prosinec 2012  | Nanking       | Barbora Pleskacova    | 49                    |
| 2015 | 13.    | Leren Bautista                 | Filipíny    | 31. prosinec 2015 | Kuala Lumpur  | neúčast               | 57                    |
| 2016 | 14.    | Sofía Saavedra                 | Chile       | 18. prosinec 2016 | Šanghaj       | Aneta Dědková         | 55                    |
| 2017 | 15.    | Katya Yakimova                 | Rusko       | 22. prosinec 2017 | Šanghaj       | Kristyna Prihodova    | 65                    |

### Miss Tourism Metropolitan International
| rok  | ročník | Vítězka          | Země     | Datum konání      | Místo konání | Česká reprezentantka | Celkem reprezentantek |
| ---- | ------ | ---------------- | -------- | ----------------- | ------------ | -------------------- | --------------------- |
| 2007 | 1.     | Sorina Neascu    | Rumunsko | 31. prosinec 2007 | Kuala Lumpur | Renata Langmannová   | 40                    |
| 2016 | 2.     | Chalisa Amanda   | Thajsko  | 18. listopad 2016 | Phnompenh    | Veronika Robotková   | 41                    |
| 2019 | 3.     | Lorrany Monteiro | Brazílie | 14. prosinec 2019 | Phnompenh    | neúčast              | 30                    |

## Úspěchy českých dívek
| Ročník                                            | jméno a příjmení   | umístění                                                   |
| ------------------------------------------------- | ------------------ | ---------------------------------------------------------- |
| Miss Tourism International 1994                   | Michaela Maláčová  | semifinalistka                                             |
| Miss Tourism Queen of the Year International 1994 | Terezie Dobrovolna | II. Vicemiss                                               |
| Miss Tourism International 1993                   | Terezie Dobrovolná | III. vicemiss                                              |
| Miss Tourism International 1998                   | Gabriela Adamcová  | I. vicemiss                                                |
| Miss Tourism International 2000                   | Kateřina Papežová  | semifinalistka                                             |
| Miss Tourism International 2001                   | Zuzana Štěpanovská | I. vicemiss (Miss Tourism Queen of the Year International) |
| Miss Tourism International 2003                   | Zuzana Putnářová   | IV. vicemiss (Miss Tourism Cosmopolitan International)     |
| Miss Tourism International 2004                   | Linda Svobodová    | semifinalistka                                             |
| Miss Tourism Queen of the Year International 2004 | Jana Harackova     | TOP 10                                                     |
| Miss Tourism Queen of the Year International 2005 | Edita Hortova      | II. Vicemiss                                               |
| Miss Tourism Queen of the Year International 2006 | Jana Dolezelova    | III. vicemiss                                              |
| Miss Tourism Queen of the Year International 2010 | Tereza Fajksova    | II. Vicemiss                                               |
| Miss Tourism International 2009                   | Gabriela Kořínková | IV. vicemiss (Miss Tourism Cosmopolitan International)     |
| Miss Tourism International 2011                   | Jana Kopecká       | IV. vicemiss (Dreamgirl Of The Year International 2011     |
| Miss Tourism Queen of the Year International 2012 | Barbora Pleskacova | TOP 10                                                     |
| Miss Tourism International 2013                   | Lucie Klukavá      | TOP 20 (17. místo)                                         |
| Miss Tourism International 2016                   | Michaela Haladová  | TOP 10                                                     |
| Miss Tourism International 2017                   | Jana Papežová      | TOP 10                                                     |
| Miss Tourism Queen of the Year International 2017 | Kristyna Prihodova | TOP 30                                                     |
| Miss Tourism International 2018                   | Adéla Rezková      | TOP 10                                                     |

### Vedlejší tituly
| Ročník                                            | jméno a příjmení   | umístění                                                         |
| ------------------------------------------------- | ------------------ | ---------------------------------------------------------------- |
| Miss Tourism Queen of the Year International 2005 | Edita Hortova      | Miss Tourism Culture Image                                       |
| Miss Tourism International 2008                   | Martina Bešíková   | Miss Goddezz Body Beautiful (Dívka s nejlepší postavou)          |
| Miss Tourism International 2009                   | Gabriela Kořínková | Miss Poh Kong Glamour (Nejoslnivější dívka při přehlídce šperků) |
| Miss Tourism Queen of the Year International 2010 | Tereza Fajksova    | Miss Body Beautiful                                              |
| Miss Tourism International 2011                   | Jana Kopecká       | Miss Lumix Photogenic                                            |
| Miss Tourism International 2012                   | Kateřina Částková  | Miss Silueta International                                       |